# (850) Altona
(850) Altona – planetoida z pasa głównego asteroid okrążająca Słońce w ciągu 5 lat i 72 dni w średniej odległości 3 au. Została odkryta 27 marca 1916 roku w Obserwatorium Simejiz na górze Koszka na Półwyspie Krymskim przez Siergieja Bielawskiego. Nazwa pochodzi od miasta Altony (dzisiaj okręg administracyjny Hamburga), gdzie Heinrich Schumacher rozpoczął w 1821 roku wydawanie czasopisma „Astronomische Nachrichten”. Przed nadaniem nazwy planetoida nosiła oznaczenie tymczasowe (850) 1916 S24.